# Rivetina monticola
Rivetina monticola är en bönsyrseart som beskrevs av Mistshenko 1956. Rivetina monticola ingår i släktet Rivetina och familjen Mantidae. Inga underarter finns listade i Catalogue of Life.